# Larvikita
La larvikita, també coneguda com a granit blau o laurvikita, és una varietat de monzonita o de sienita augítica que es caracteritza per la presència de feldespat, barkevikita, augita titànica i lepidomelana. Els feldespats que conté es coneixen sovint com a ternaris, ja que contenen diferents components dels tres feldespats de final de la sèrie. Els feldespats formen pertites, i l'alternança de feldespat alcalí i plagiòclasi dona la tonalitat blava a la roca (efecte de Schiller, labradorescència) en superfícies polides. L'olivina (faialita) pot estar present a la roca juntament amb apatita i localment quars. La larvikita sol ser rica en titani, amb presència d'augita titànica o magnetita titànica.

## Etimologia
El nom prové del poble de Larvik (Noruega), on es va descriure la roca tipus. En aquest indret s'exploten diverses pedreres de larvikita.

## Usos
La larvikita és apreciada per l'aspecte que presenta en ser polida i per la labradorescència que presenten els cristalls de feldespat. S'empra com a pedra ornamental per a la construcció de façanes, sobretot d'edificis comercials o oficials, així com de taulells de cuina o banys. Molts cops s'anomena en la indústria de la construcció o en decoració com a granit blau o granit nacrat blau (de l'anglès Blue Pearl Granite), tot i que aquests termes no s'ajusten a la seva descripció científica.

## Jaciments i formació
La larvikita es troba al batòlit de Larvik (també conegut com a Complex Plutònic de Larvik, al Rift d'Oslo, envoltat de gneissos. La larvikita es troba també al Complex Alcalí del Llac Killala (Ontario, Canadà). Les intrusions de larvikita a Noruega formen part d'un conjunt de roques ígnies que es varen emplaçar durant el Permià, associades a la formació del Rift d'Oslo. La cristal·lització dels feldespats ternaris indica que la roca va començar a cristal·litzar en condicions d'escorça inferior.